# Pseudocerastes urarachnoides
Pseudocerastes urarachnoides is een slang uit de familie van de adders (Viperidae) en de onderfamilie van de echte adders.

## Naam en indeling
De wetenschappelijke naam van de soort werd voorgesteld door Hamid Bostanchi, Steven Clement Anderson, Hagi Gholi Kami en Theodore Johnstone Papenfuss, in 2006.
De soortaanduiding urarachnoides betekent vrij vertaald 'spinnenstaart' en verwijst naar de opmerkelijke staartpunt van de slang: οὐρά staart + ἀράχνη spin + οειδής gelijkend.

## Uiterlijke kenmerken
De staartpunt lijkt op een spin, waarschijnlijk op een rolspin, en wordt gebruikt om insectivore vogels mee te lokken. De slang laat de staart ook zodanig bewegen dat deze de aandacht trekt van de vogels.

## Verspreiding en habitat
De soort komt voor in delen van het Midden-Oosten en leeft in de landen Iran en Irak. De habitat bestaat uit rotsige omgevingen. Ook in door de mens aangepaste streken zoals akkers kan de slang worden gevonden.

## Beschermingsstatus
Door de internationale natuurbeschermingsorganisatie IUCN is de beschermingsstatus 'onzeker' toegewezen (Data Deficient of DD).